# Mark Ndoja
Mark Ndoja (ur. 29 marca 1912 we wsi Iballë k. Puki, zm. 22 czerwca 1972 w Tiranie) – albański pisarz i tłumacz, więzień sumienia.

## Życiorys
Uczył się w kolegium jezuickim w Szkodrze, pod kierunkiem Ndre Mjedy i Zefa Valentiniego. Po ukończeniu szkoły średniej w 1938 podjął pracę nauczyciela w liceum w Korczy, a od 1940 w liceum w Szkodrze. Związany ze środowiskiem nacjonalistów, z którym w czasie wojny zerwał kontakty i wstąpił do Komunistycznej Partii Albanii. W 1941 został wybrany do Rady Naczelnej Ruchu Narodowowyzwoleńczego. Po zakończeniu wojny dwukrotnie wybierany deputowanym z okręgu Szkodry do Zgromadzenia Ludowego. W 1946 zakończył pracę w szkole i został urzędnikiem ministerstwa edukacji.
W 1950 wybrany sekretarzem generalnym Ligi Pisarzy Albańskich. Z uwagi na krytyczne poglądy wobec socrealizmu (a także za to, że pisał w odmianie gegijskiej języka albańskiego), w 1953 został pozbawiony tego stanowiska i usunięty z partii. Trafił do gimnazjum Qemal Stafa w Tiranie, gdzie pracował jako nauczyciel. 24 czerwca 1955 aresztowany przez funkcjonariuszy Sigurimi. Oskarżony o działalność antypaństwową i pisanie utworów szkalujących władzę ludową. 16 stycznia 1956 Wydział Karny Sądu Najwyższego skazał Ndoję na 6 lat więzienia. Trafił do więzienia w Burrelu, skąd wyszedł na wolność w 1960. W latach 1960–1964 pracował jako tłumacz literatury włoskiej w wydawnictwie Naim Frashëri. W 1964 wysłał list do Envera Hodży i Mehmeta Shehu z prośbą o wydanie tłumaczenia Boskiej komedii Dantego w języku albańskim, w 700-lecie urodzin autora. 25 grudnia został internowany we wsi Zvernec k. Wlory, skąd w 1968 trafił do Beratu. W czasie pobytu w Beracie został sparaliżowany. Był leczony w szpitalu więziennym w Tiranie, skąd w czerwcu 1968 wyszedł na wolność. Ostatnie lata życia spędził w Tiranie, gdzie zmarł w 1972.
Pozostawił po sobie tomiki wierszy, a także niewydane za jego życia dzieła z zakresu krytyki literackiej i tłumaczenia poetów włoskich.

## Twórczość

### Poezja
- 1933: Ode Mark Kapidanit
- 1949: Roja: poemë
- 1950: Vjersha dhe Poema

### Powieść
- 2018: Kastriotët : roman në vargje

### Dramat
- 1994: Ded Gjo' Luli: tragjedi
- 2018: Beteja e fundit e Skënderbeut: tragjedi me 5 akte

### Krytyka literacka
- 1947: Letërsia e huej
- 2003:  Kritika Klasike dhe leksione greko-romake
- 2006: Lirika e Fishtës